# Stazione di Viareggio
Stazione di Viareggio vasútállomás Olaszországban, Viareggio településen.

## Vasútvonalak
Az állomást az alábbi vasútvonalak érintik:
- Pisa–La Spezia–Genova-vasútvonal
- Viareggio-Firenze-vasútvonal

## Kapcsolódó állomások
A vasútállomáshoz az alábbi állomások vannak a legközelebb:
- Stazione di Viareggio Scalo
- Stazione di Camaiore Lido-Capezzano
- Stazione di Massarosa-Bozzano